# Чайка (автомобиль)
«Чайка» — название ряда моделей легковых автомобилей Горьковского автозавода. Прообразом послужил Packard Patrician. Один из советских представительских автомобилей. Модели, носившие это имя, выпускались с 1959 по 1988 год. За это время сменилось два поколения «Чайки».

## ГАЗ-13 «Чайка»

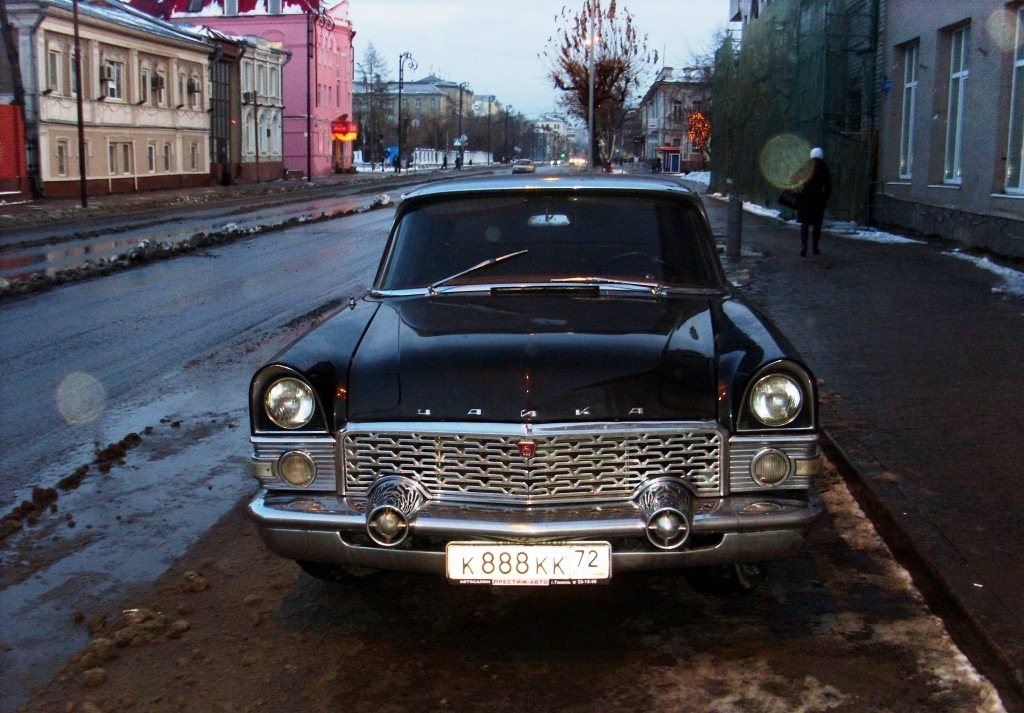

## ГАЗ-14 «Чайка»

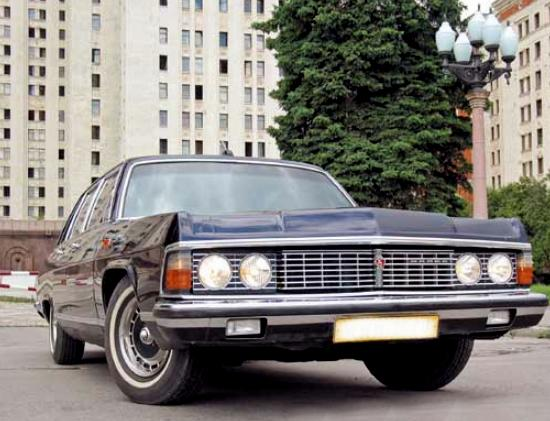

## В игровой и сувенирной индустрии
Масштабные модели ГАЗ-13 выпускались ЗАО «Агат» (ранее известным как п/о «Радон»). Модели «Агата» и «Радона» внешне различаются формой и цветом колпаков на колесах — «агатовская» модель имела целиком металлизированные колпаки. Также «агатовские» модели отличались заметно более светлой фурнитурой, чем у «радоновских» (на старых моделях она желтоватая). Мастерами-одиночками выпускались киносъёмочные «Чайки» на базе «агатовских» моделей. Медицинский универсал ГАЗ-13С выпускался также на базе агатовской модели В.Сальниковым (Челябинск) и фирмой «Скейл» (Санкт-Петербург). Модели фаэтона ГАЗ-13Б выпускались как «Агатом», так и многими одиночками и мастерскими. Агатовская модель была далека от оригинала, а модели одиночек и мастерских были основаны на агатовской ГАЗ-13.
Также модель ГАЗ-13 выпущена в больших масштабах китайской фирмой Welly. Модели автомобиля ГАЗ-14 выпускались непосредственно самим Горьковским автозаводом с 1985 по 1988 год. Несмотря на грубоватое исполнение и посредственное качество окраски, модель является желанным раритетом для большинства коллекционеров.
В рамках проекта «Автолегенды СССР» от издательства «ДеАгостини» вышли обе модели «Чайки»: в 2009 году масштабная модель ГАЗ-13, в 2011 году масштабная модель «Чайки» ГАЗ-14 (обе модели чёрного цвета).
Модели универсалов РАФ-3920 и фаэтонов ГАЗ-1405 выпускаются некоторыми одиночками в ограниченных количествах, с применением горьковской модели «Чайки».
В видеоигре «Atomic Heart» дизайн транспортного средства «Турбина» основан на модели ГАЗ-13 первого поколения.